# (561) Ingwelde
(561) Ingwelde es un asteroide perteneciente al cinturón de asteroides descubierto el 26 de marzo de 1905 por Maximilian Franz Wolf desde el observatorio de Heidelberg-Königstuhl, Alemania.
Está posiblemente nombrado por Ingwelde, un personaje de la ópera homónima del compositor alemán Max von Schillings (1868-1933).
Forma parte de la familia asteroidal de Temis.